# Āhū Tappeh
Āhū Tappeh (persiska: آهو تَپِّه, آهو تپّه) är en ort i Iran.   Den ligger i provinsen Hamadan, i den nordvästra delen av landet, 300 km väster om huvudstaden Teheran. Āhū Tappeh ligger 1 816 meter över havet och antalet invånare är 293.
Terrängen runt Āhū Tappeh är kuperad söderut, men norrut är den platt.Runt Āhū Tappeh är det ganska tätbefolkat, med 80 invånare per kvadratkilometer. Närmaste större samhälle är Kamak-e Soflá, 6,3 km sydväst om Āhū Tappeh. Trakten runt Āhū Tappeh består i huvudsak av gräsmarker.